# Honda City Turbo
Honda City Turbo – mały sportowy hot hatch, produkowany przez japoński koncern Honda w latach 1982-1986. City Turbo to jeden z niewielu turbodoładowanych, cywilnych samochodów tej marki.
Model ten jest pomysłem Hirotoshi'ego Hondy, syna założyciela firmy, oraz właściciela firmy Mugen Motorsports, Sōichirō Hondy. We wczesnych latach osiemdziesiątych Mugen była małą firmą tuningową, zajmującą się produkcją części do motocykli i samochodów, ale nie była jeszcze znana poza kręgami wyścigowymi. Tworząc City Turbo, Hirotoshi przerobił jedną z najskromniejszych Hond i stworzył samochód uważany za wyprzedzający swoje czasy. Pomysł syna zrobił wrażenie na ojcu i samochód trafił do produkcji we wrześniu 1982 roku. Kilka miesięcy później prawnicy Hondy zabrali dwa modele City Turbo na pokazy po Europie. Pokonali 10.000 km z Sycylii do norweskiego Karasjok.
W listopadzie 1983 roku rozpoczęto produkcję wyposażonej w intercooler Hondy City Turbo II. Połączenie poszerzonych błotników, spoilerów, progów i grafiki nadało jej oryginalny wygląd i sprawiło, że nadany został jej przydomek Bulldog. Pod koniec 1984 roku zakończono produkcję Turbo, podczas gdy Turbo II produkowano, dopóki model City nie został zastąpiony pod koniec 1986 roku.